# Якубов, Виктор Владимирович
Виктор Владимирович Якубов (6 января 1932, Суздаль — 5 сентября 2022, там же) — российский спортсмен, мастер спорта по гиревому спорту, рекордсмен России, рекордсмен книги рекордов Гиннеса. Почётный гражданин города Суздаля (2017).

## Биография
Якубов Виктор Владимирович родился 6 января 1932 года.
Мастер спорта по гиревому спорту, свою карьеру начал в 1948 году в городе Суздале. Затем активно занимался в городе Симферополь под руководством заслуженного тренера, чемпиона мира и Европы Ивана Мальцева. С 1958 по 1960 год становился призёром чемпионата СССР по гиревому спорту по ДСО «Динамо», также был чемпионом Крыма по самбо. Участник показательных выступлений на спортивных праздниках города Симферополя.
В 1962 году вернулся в город Суздаль. Опыт спортсмена пригодился Якубову с целью вовлечения молодёжи в спортивную жизнь города. Стал работать преподавателем СПТУ № 8. Организовал секции гиревого спорта, борьбы самбо и тяжёлой атлетики. На базе СПТУ № 8 он вырастил целый ряд спортсменов высокого класса, среди них мастера спорта СССР В. Частухин и И. Кривов.
С 1963 по 1990 год Якубов организовывал показательные выступления гиревиков, спортсменов-тяжелоатлетов, самбистов на различных многочисленных праздниках и торжествах города Суздаля, Суздальского района. В местной газете «Суздальская новь» он постоянно размещал свои очерки и статьи на тему профилактики правонарушений среди детей и молодёжи.
В 1974 году Якубов выполнил норматив мастера спорта СССР по гиревому спорту, стал автором нового рекорда, подняв гири весом в 32 кг 101 раз.
Находясь на пенсии, Якубов постоянно совершенствовал свой спортивный навык и продолжал развивать себя физически. В 2003 году Виктор Владимирович за 46 секунд сумел толкнуть руками две гири по 24 кг 60 раз, зафиксировав суммарный вес в сумме 1440 кг. Это было сделано в присутствии представителей книги рекордов Гиннеса.
Дважды Якубова признавали лучшим спортсменом Владимирской области среди ветеранов. Автор сборника рассказов и стихов «Из другой параллели».
В 2017 году решением органов муниципальной власти города Суздаля Якубов удостоен звания «Почётный гражданин города Суздаля».
Проживал в городе Суздале. Умер 5 сентября 2022 года.

## Семья
Женат, воспитал дочь, растил троих внуков.

## Награды
- Почётный гражданин города Суздаля (2017).
- Ударник коммунистического труда.
- медаль «80 лет Госкомспорту России».